# Списък с манга томовете на Наруто
Това е списък с томовете на мангата Наруто. Манга главите, които съставят тези томове са написани от Масаши Кишимото и публикувани от Shueisha в списанието Weekly Shonen Jump. Поредицата започва издаването си на части през 1999 година. Първите двеста четиридесет и четири глави са познати като Част I, и представляват първата част от историята на „Наруто“. Всички последвали глави принадлежат към Част II, която продължава историята от Част I, след две години и половина напредване във времето. Английската адаптация на мангата „Наруто“ е лицензирана от Viz Медия и публикувана в Американското списание Shonen Jump.
По мангата са правени няколко адаптации, включително две аниме поредици и четири игрални филма. Първата аниме поредица, озаглавена „Наруто“, покрива целостта на Част I през двеста и двадесет епизода. Втората, озаглавена Наруто: Ураганни Хроники (ナルト 疾風伝), е базирана върху Част II и започва първото си излъчване на 15 февруари 2007 година. И двете поредици са продуцирани от Studio Pierrot и TV Tokyo и се излъчват по TV Tokyo. Първите три филма за „Наруто“ са разположени по време на Част I, докато четвъртия се случва през Част II.
До август 2008, в Япония са издадени 43 тома от Shueisha, като първите двадесет и седем тома съдържат Част I, а останалите шестнадесет принадлежат към Част II. Първият том е пуснат в продажба на 3 март 2000 година, а четиридесет и третият е издаден на 4 август 2008 година. В допълнение, четири тома, всеки съдържащ ани-манга базирана на първите четири филма за „Наруто“, са издадени от Shueisha. Viz Медия са издали 30 тома от английската адаптация на мангата.

## Списък с томовете

### Част I
Част I покрива първите двеста четиридесет и четири глави от мангата „Наруто“ и се съдържа в двадесет и седем тома. Всичките двадесет и седем тома са издадени в Япония от Shueshia и в Северна Америка от Viz Медия.
Аниме адаптацията на мангата бе показана в Япония и Северна Америка. В Япония, бе продуцирана от Studio Pierrot и TV Tokyo, и излъчвана между 3 октомври 2002 и 8 февруари 2007 година по TV Tokyo. Английската адаптация е излъчвана по Cartoon Network.
| Заглавие                      | Заглавие                 | Том | Дата на издаване                    | Дата на издаване                     |
| Българско                     | Японско                  | Том | Япония                              | САЩ                                  |
| ----------------------------- | ------------------------ | --- | ----------------------------------- | ------------------------------------ |
| Тестовете на Нинджата!!       | うずまきナルト!!         | 1   | 3 март 2000 ISBN 4-08-872840-7      | 16 август, 2003 ISBN 1-56931-900-6   |
| Най-лошия клиент              | 最悪の依頼人             | 2   | 2 юни, 2000 ISBN 4-08-872878-0      | 26 декември 2003 ISBN 1-59116-178-9  |
| Мост от кураж...!!            | 夢の為に・・・!!         | 3   | 4 август, 2000 ISBN 4-08-872898-8   | 24 април 2004 ISBN 1-59116-187-8     |
| Новите опоненти!!             | 英雄の橋!!               | 4   | 4 октомври 2000 ISBN 4-08-873026-4  | 3 август, 2004 ISBN 1-59116-358-7    |
| Изпит Ад!!                    | 挑戦者たち!!             | 5   | 4 декември 2000 ISBN 4-08-873050-9  | 7 декември 2004 ISBN 1-59116-359-5   |
| Гората на смъртта!!           | サクラの決意!!           | 6   | 2 март 2001 ISBN 4-08-873089-9      | 5 април 2005 ISBN 1-59116-739-6      |
| Проклятието на Орочимару...!! | 進むべき道・・・!!       | 7   | 1 май, 2001 ISBN 4-08-873113-1      | 2 август, 2005 ISBN 1-59116-875-9    |
| Битки на живот и смърт!!      | 命懸けの戦い!!           | 8   | 3 август, 2001 ISBN 4-08-873147-6   | 6 декември 2005 ISBN 1-4215-0124-4   |
| Обрат                         | ネジとヒナタ             | 9   | 4 октомври 2001 ISBN 4-08-873174-2  | 7 март 2006 ISBN 1-4215-0239-9       |
| Великолепна нинджа...!!       | 立派な忍者・・・!!       | 10  | 4 декември 2001 ISBN 4-08-873197-1  | 6 юни, 2006 ISBN 1-4215-0240-2       |
| Страстни усилия!?             | 弟子入り志願 !?          | 11  | 4 март, 2002 ISBN 4-08-873236-7     | 5 септември, 2006 ISBN 1-4215-0241-0 |
| Великият полет!!              | 大いなる飛翔!!           | 12  | 1 май, 2002 ISBN 4-08-873259-6      | 5 декември 2006 ISBN 1-4215-0242-9   |
| Чуунин изпитът, завършен...!! | 中忍試験、終了・・・!!   | 13  | 2 август, 2002 ISBN 4-08-873298-5   | 6 март 2007 ISBN 1-4215-1087-1       |
| Хокаге срещу Хокаге!!         | 火影VS火影!!             | 14  | 1 ноември 2002 ISBN 4-08-873341-8   | 1 май, 2007 ISBN 1-4215-1088-X       |
| Нинджа наръчника на Наруто!!  | ナルト忍法帖!!           | 15  | 20 декември 2002 ISBN 4-08-873368-5 | 3 юли, 2007 ISBN 1-4215-1089-8       |
| Възхвала!!                    | 木ノ葉崩し、終結!!       | 16  | 4 март 2003 ISBN 4-08-873394-4      | 4 септември, 2007 ISBN 1-4215-1090-1 |
| Силата на Итачи!!             | イタチの能力!!           | 17  | 1 май, 2003 ISBN 4-08-873420-0      | 4 септември, 2007 ISBN 1-4215-1652-7 |
| Избора на Тсунаде!!           | 綱手の決意!!             | 18  | 4 август, 2003 ISBN 4-08-873493-4   | 4 септември, 2007 ISBN 1-4215-1653-5 |
| Наследник                     | 受け継ぐ者               | 19  | 11 ноември 2003 ISBN 4-08-873523-4  | 2 октомври 2007 ISBN 1-4215-1654-3   |
| Наруто срещу Саске!!          | ナルトvsサスケ!!         | 20  | 19 декември 2003 ISBN 4-08-873552-8 | 2 октомври 2007 ISBN 1-4215-1655-1   |
| Преследване!!                 | 許せない!!               | 21  | 4 март, 2004 ISBN 4-08-873573-3     | 2 октомври 2007 ISBN 1-4215-1855-4   |
| Другари!!                     | 転生・・・!!             | 22  | 30 април 2004 ISBN 4-08-873595-5    | 6 ноември 2007 ISBN 1-4215-1858-9    |
| Затруднение...!!              | 苦境・・・!!             | 23  | 4 август, 2004 ISBN 4-08-873639-6   | 6 ноември 2007 ISBN 1-4215-1859-7    |
| Неправоверен!!                | ピンチ・ピンチ・ピンチ!! | 24  | 4 октомври 2004 ISBN 4-08-873660-0  | 6 ноември 2007 ISBN 1-4215-1860-0    |
| Братя                         | 兄と弟                   | 25  | 3 декември 2004 ISBN 4-08-873679-2  | 4 декември 2007 ISBN 1-4215-1861-9   |
| Пробуждане...!!               | 別れの日・・・!!         | 26  | 4 февруари 2005 ISBN 4-08-873770-6  | 4 декември 2007 ISBN 1-4215-1862-7   |
| Отпътуване!!                  | 旅立ちの日!!             | 27  | 4 април 2005 ISBN 4-08-873791-1     | 4 декември 2007 ISBN 1-4215-1863-5   |

### Част II
Втората част от историята на Наруто, позната като Част II, обхваща всички глави след двеста четиридесет и четвърта. Събиятията се развиват две години и половина след края на Част I. От Част II са издадени петнадесет тома в Япония от Shueisha. Английската адаптация на Част II от мангата „Наруто“ е публикувана за първи път в Американския Shonen Jump на 4 декември 2007 година.
Аниме адаптация на Част II, наречена Наруто: Ураганни Хроники (ナルト 疾風伝) е продуцирана от Studio Pierrot и TV Tokyo. Първото излъчване е на 15 февруари 2007 година по TV Tokyo.
| Заглавие                     | Заглавие             | Том | Дата на издаване                      | Дата на издаване                        |
| Българско                    | Японско              | Том | Япония                                | САЩ                                     |
| ---------------------------- | -------------------- | --- | ------------------------------------- | --------------------------------------- |
| Завръщане у дома!!           | ナルトの帰郷!!       | 28  | 3 юни, 2005 ISBN 4-08-873828-4        | 4 март, 2008 ISBN 1-4215-1864-3         |
| Какаши срещу Итачи!!         | カカシVSイタチ!!     | 29  | 4 август, 2005 ISBN 4-08-873849-9     | 6 май, 2008 ISBN 1-4215-1865-1          |
| Майстори на кукли            | チヨバアとサクラ     | 30  | 4 ноември 2005 ISBN 4-08-873881-9     | 1 юли, 2008 ISBN 1-4215-1942-9          |
| Последна битка!!             | 託された想い!!       | 31  | 26 декември 2005 ISBN 4-08-874002-7   | 2 септември, 2008 ISBN 1-4215-1943-7    |
| Търсенето за Саске!!         | サスケへの道!!       | 32  | 4 април 2006 ISBN 4-08-874039-3       | 4 ноември 2008 ISBN 978-1-4215-1944-9   |
| Тайна мисия...!!             | 極秘任務・・・!!     | 33  | 2 юни, 2006 ISBN 4-08-874108-6        | 23 декември 2008 ISBN 978-1-4215-2001-8 |
| Времето за събиране...!!     | 再会の時・・・!!     | 34  | 4 август, 2006 ISBN 4-08-874138-3     | 3 март 2009 ISBN 978-1-4215-2002-5      |
| Новата двойка!!              | 新たなる二人組!!     | 35  | 2 ноември 2006 ISBN 4-08-874273-1     | 5 май, 2009 ISBN 978-1-4215-2003-2      |
| Отбор 10                     | 第十班               | 36  | 27 декември 2006 ISBN 4-08-874288-5   | –                                       |
| Битката на Шикамару!!        | シカマルの戦い!!     | 37  | 4 април 2007 ISBN 4-08-874338-7       | –                                       |
| Плодовете на труда...!!      | 修業の成果・・・!!   | 38  | 4 юни, 2007 ISBN 4-08-874364-6        | –                                       |
| Тези по пътя                 | 動き出す者たち       | 39  | 3 август, 2007 ISBN 4-08-874364-4     | –                                       |
| Решителното изкуство!!       | 究極芸術!!           | 40  | 2 ноември 2007 ISBN 4-08-874432-2     | –                                       |
| Избора на Джирая!!           | 自来也の選択!!       | 41  | 4 февруари 2008 ISBN 4-08-874472-8    | –                                       |
| Тайната на Мангекю...!!      | 万華鏡の秘密・・・!! | 42  | 2 май, 2008 ISBN 978-4-08-874512-1    | –                                       |
| Човекът, който знае истината | 真実を知る者         | 43  | 4 август, 2008 ISBN 978-4-08-874552-7 | –                                       |